# Taurasia
Taurasia is een geslacht van weekdieren uit de klasse van de Gastropoda (slakken).

## Soorten
- Taurasia coronata Bellardi, 1882 †
- Taurasia heteroclita (Grateloup, 1845) †
- Taurasia nodosa Bellardi, 1882 †
- Taurasia pleurotoma (Grateloup, 1832) †
- Taurasia striata (Blainville, 1832)
- Taurasia subfusiformis (d'Orbigny, 1852) †